# Хоровська сільська рада
Хоровська сільська́ ра́да (біл. Хараўскі сельсавет) — адміністративно-територіальна одиниця у складі Пружанського району Берестейської області Білорусі. Адміністративний центр — село Хорова.

## Склад
Населені пункти, що підпорядковувалися сільській раді станом на 2009 рік:
| Населений пункт | Тип  | Населення, осіб (2009) |
| --------------- | ---- | ---------------------- |
| Березовка       | село | 10                     |
| Бортновичі      | село | 9                      |
| Вощиничі        | село | 174                    |
| Добучин         | село | 174                    |
| Жогали          | село | 47                     |
| Залісся         | село | 33                     |
| Кобиловка       | село | 499                    |
| Колядичі        | село | 568                    |
| Комлище         | село | 49                     |
| Новосілки       | село | 74                     |
| Носки           | село | 82                     |
| Осетниця        | село | 14                     |
| Пиняни          | село | 56                     |
| Рожковичі       | село | 113                    |
| Росохи          | село | 175                    |
| Скорці          | село | 94                     |
| Смоляниця       | село | 313                    |
| Стасюки         | село | 3                      |
| Хвалевичі       | село | 18                     |
| Хорова          | село | 500                    |

## Населення
За переписом населення Білорусі 2009 року чисельність населення сільської ради становила 3005 осіб.

### Національність
Розподіл населення за рідною національністю за даними перепису 2009 року:
| Національність               | Осіб | Відсоток |
| ---------------------------- | ---- | -------- |
| білоруси                     | 2518 | 83,79 %  |
| українці                     | 277  | 9,22 %   |
| росіяни                      | 176  | 5,86 %   |
| поляки                       | 14   | 0,47 %   |
| національність не вказана    | 6    | 0,20 %   |
| литовці                      | 3    | 0,10 %   |
| татари                       | 2    | 0,07 %   |
| узбеки                       | 2    | 0,07 %   |
| дві та більше національності | 2    | 0,07 %   |
| молдовани                    | 1    | 0,03 %   |
| латиші                       | 1    | 0,03 %   |
| чуваші                       | 1    | 0,03 %   |
| марійці                      | 1    | 0,03 %   |
| гагаузи                      | 1    | 0,03 %   |
| Разом                        | 3005 | 100 %    |